# Ellern (Hunsrück)
Ellern (Hunsrück) est une municipalité du Verbandsgemeinde Rheinböllen, dans l'arrondissement de Rhin-Hunsrück, en Rhénanie-Palatinat, dans l'ouest de l'Allemagne.

## Liens externes

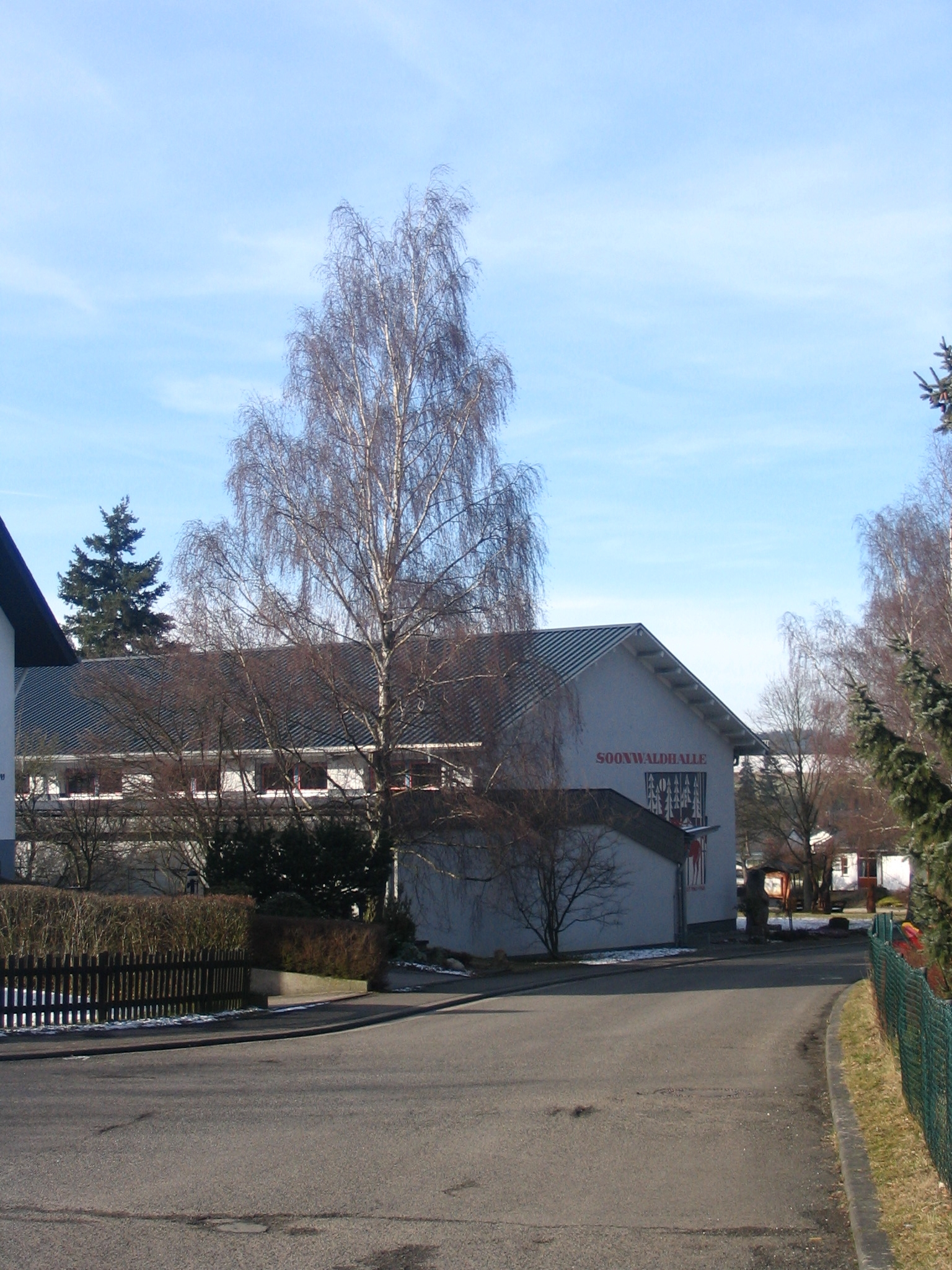
Soonwaldhalle
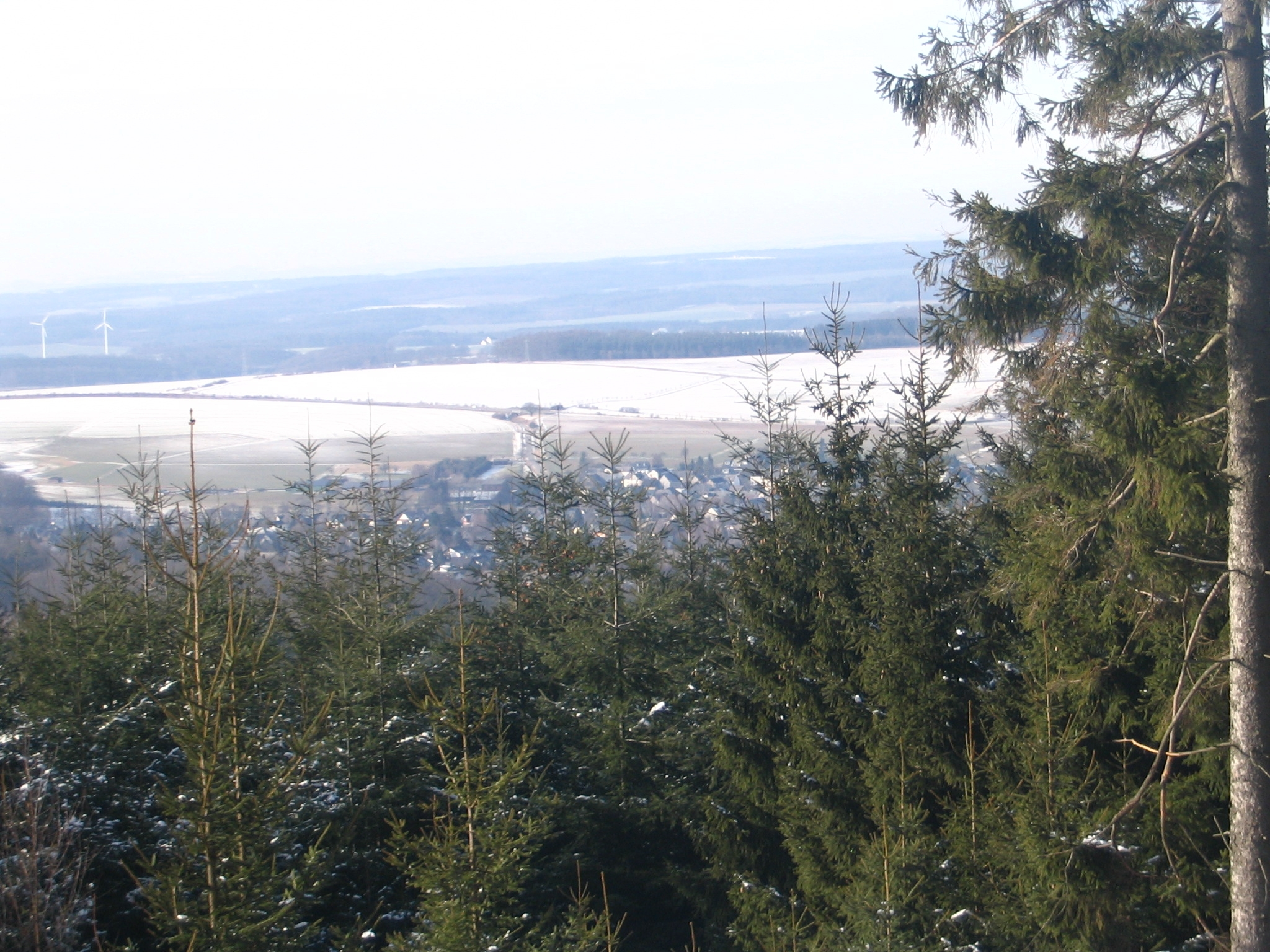
Le village vu à partir des Soonwald
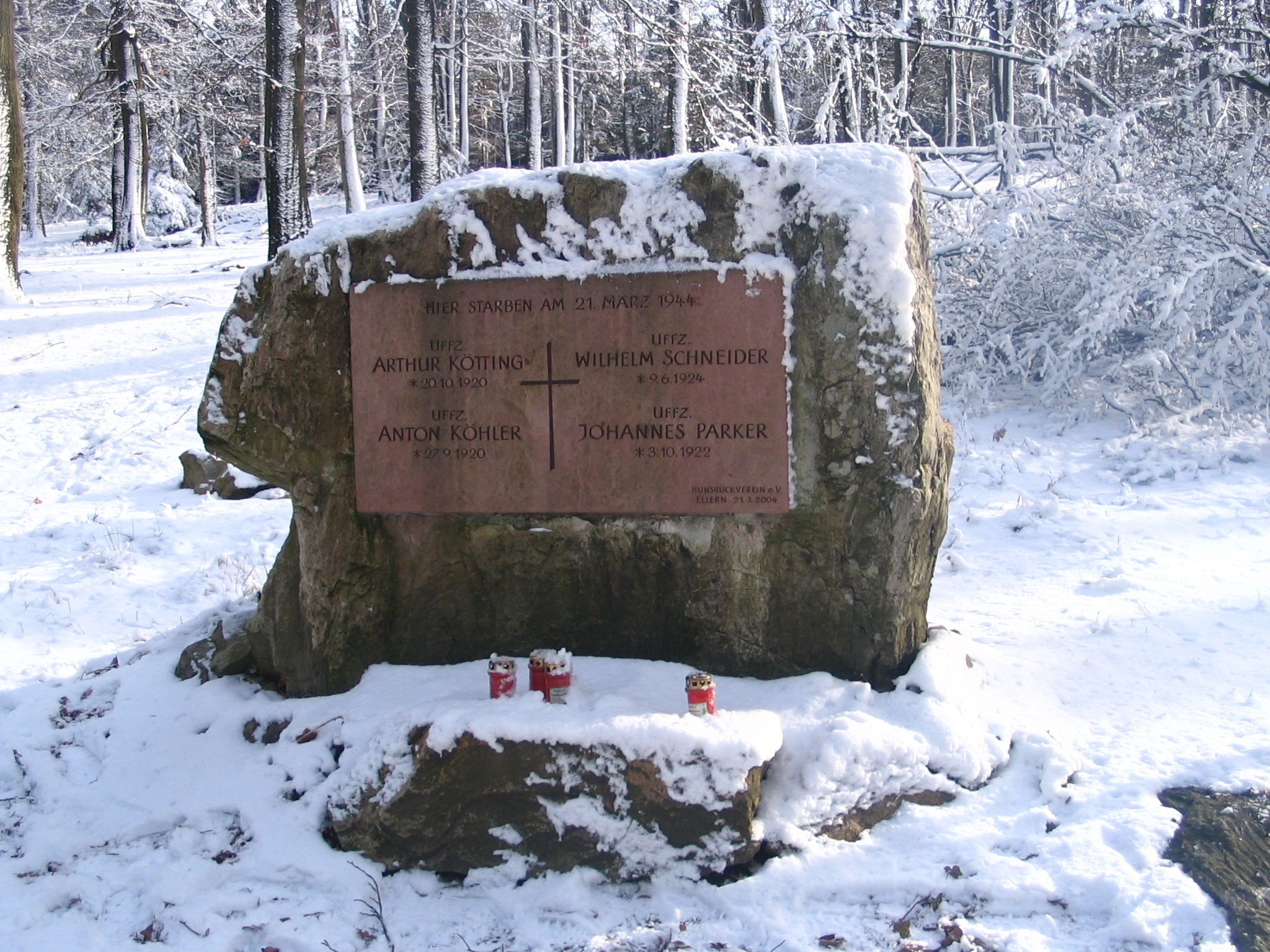
Mémorial dans les Soonwald, près d'Ellern
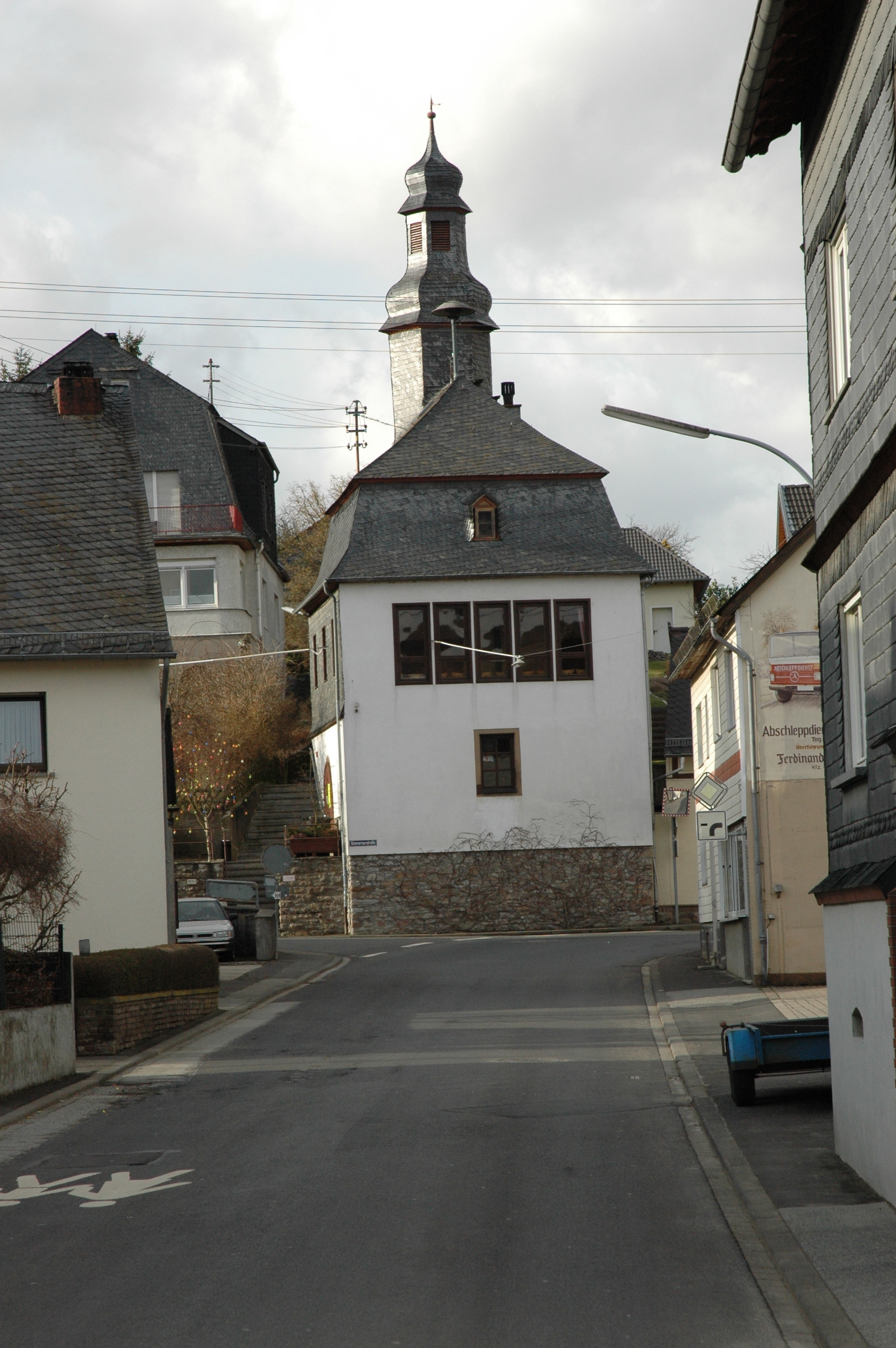
Ancien hôtel de ville
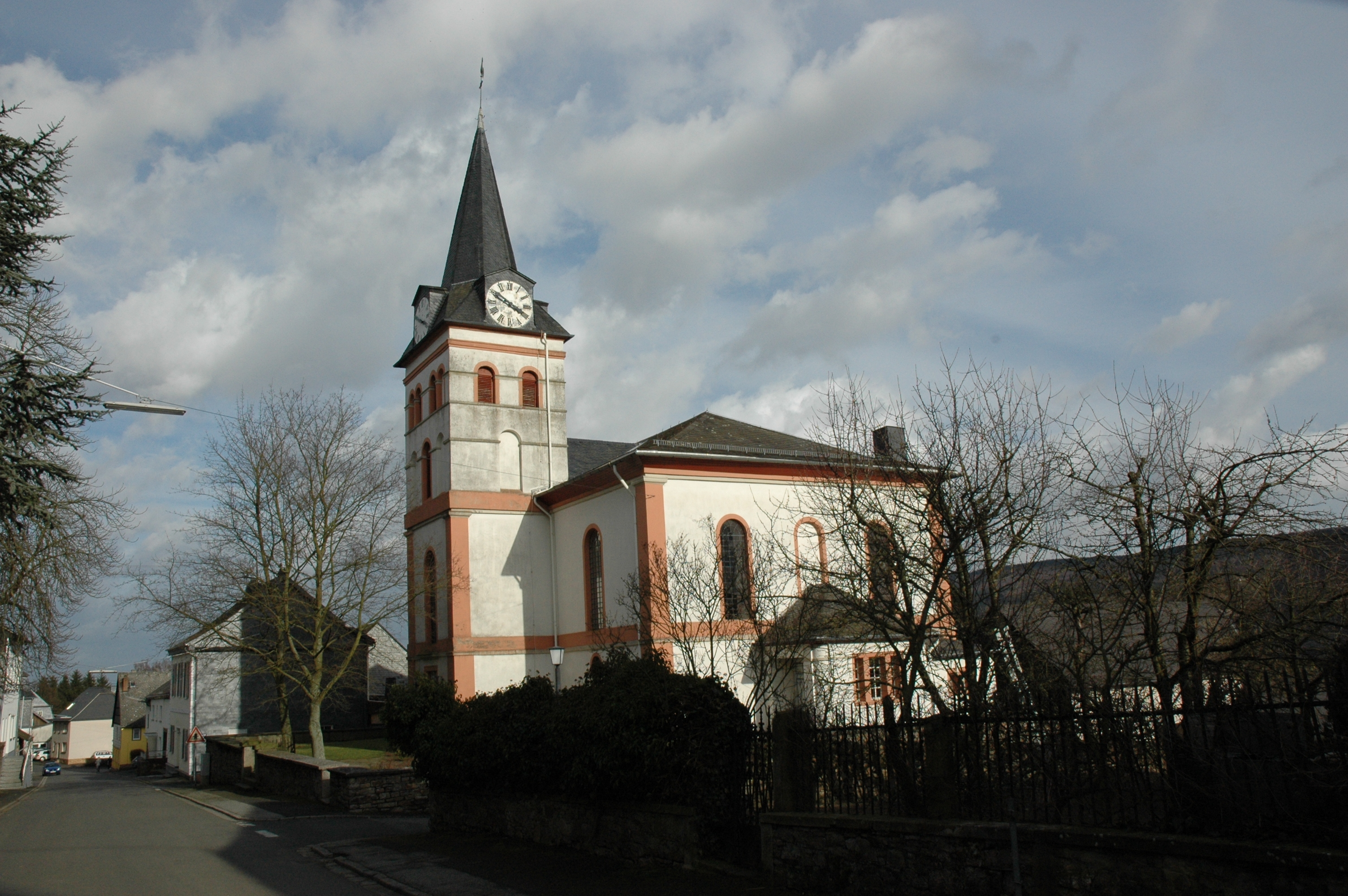
Église évangélique